# Nomadi 55 - Per tutta la vita
Nomadi 55 - Per tutta la vita è il 34º album in studio del gruppo musicale italiano Nomadi, pubblicato nel 2018.

## Descrizione
Per festeggiare i 55 anni di carriera i Nomadi pubblicano una raccolta di tutti i successi reinterpretati dal nuovo cantante della band, Yuri Cilloni.

## Tracce

### Versione doppio CD
CD 1
1. Un Giorno Insieme
2. La Mia Terra
3. Abbi Cura Di Te
4. Aironi Neri
5. Ho Difeso Il Mio Amore
6. L'uomo Di Monaco
7. Un Po' Di Me
8. Nulla Di Nuovo
9. Trovare Dio
10. Io Vagabondo
11. Ti Lascio Una Parola (Goodbye)
12. Utopia
13. La Libertà Di Volare
14. Un Pugno Di Sabbia

CD 2
1. Sangue Al Cuore
2. L'ultima Salita
3. Noi Non Ci Saremo
4. Senza Nome
5. Toccami Il Cuore
6. Canzone Del Bambino Nel Vento - Auschwitz
7. Decadanza
8. Ti Porto A Vivere
9. Io Come Te
10. Dio È Morto
11. Terzo Tempo
12. Dove Si Va
13. Il Vecchio E Il Bambino
14. Io Voglio Vivere
15. Così Sia

### Versione triplo vinile
Disco 1
- Lato A

1. Aironi Neri
2. Canzone Del Bambino Nel Vento - Auschwitz
3. Abbi Cura Di Te
4. Ho Difeso Il Mio Amore

- Lato B

1. Un Giorno Insieme
2. Nulla Di Nuovo
3. Un Po' Di Me
4. Ti Lascio Una Parola (Goodbye)
5. Io Vagabondo

Disco 2
- Lato A

1. Utopia
2. La Libertà Di Volare
3. Un Pugno Di Sabbia
4. Sangue Al Cuore
5. L'ultima Salita

- Lato B

1. Senza Nome
2. Toccami Il Cuore
3. Noi Non Ci Saremo
4. La Mia Terra
5. Ti Porto A Vivere

Disco 3
- Lato A

1. Io Come Te
2. Terzo Tempo
3. Dove Si Va
4. Il Vecchio E Il Bambino
5. Io Voglio Vivere

- Lato B

1. Così Sia
2. Decadanza
3. Trovare Dio
4. L'uomo Di Monaco
5. Dio È Morto

## Formazione
- Beppe Carletti - tastiere
- Cico Falzone - chitarre
- Massimo Vecchi - basso, voce
- Daniele Campani - batteria
- Sergio Reggioli - violino
- Yuri Cilloni - voce

## Classifiche
| Classifica | Posizione |
| ---------- | --------- |
| Italia     | 14        |